# Caibo
Caibo fue un dúo venezolano integrado por Simón “Toto” Ruiz y Beethzarth “Beet” Acosta. El dúo se formó en 2005 y desde ese momento llevaron como bandera un sonido único que denominaron como afrovenezolano y que mezcla los ritmos venezolanos como el calipso, la parranda y la gaita zuliana con la música pop. En 2014 Caibo da un paso a su internacionalización con el tema “Te llevo en mi corazón”, canción que comparten con Miguel Ignacio “Nacho” Mendoza, del dúo Chino & Nacho. En julio de 2016 lanzan su sencillo llamado “Te amo, te extraño” con el que muestran un sonido más maduro y urbano.
De su cuarta producción discográficas (EP) se conocen más sus dos primeros sencillos: "Te llevo en mi corazón" y "Te amo, te extraño". Ambos temas fueron producidos por Arbise González, conocido en la industria musical como “Motiff”, quien ha trabajado con artistas como Marc Anthony, Chino & Nacho, Jennifer Lopez, Gente de Zona, entre otros.
Desde sus inicios, Caibo renovó con sus composiciones la tradición musical venezolana con la intención de consolidarla en todo el mundo. Durante su carrera tuvieron la oportunidad de ser invitados a conciertos de artistas como Maluma, Servando y Florentino, Jorge Luis Chacín, Huáscar Barradas, Jonathan Moly, San Luis y Felipe Peláez. También han creado canciones junto al Binomio de Oro, Ronald Borjas y Neguito Borjas, MV Caldera.

## Origen
“Caibo” es la aféresis de la palabra Maracaibo, ciudad de donde son oriundos sus integrantes y ciudad donde nació el proyecto en el año 2005.

## Historia
Caibo nació en el año 2005, fundado por Simón Ruiz y Beethzart Acosta, a quienes la curiosidad por los ritmos venezolanos los llevó a realizar una profunda investigación sobre la música venezolana y decidir rescatar aquello olvidado de la tradición para preservar la identidad a través de un sonido actual.

## Discografía

### Tres son multitud (2008)
En 2008 lanzan su primer trabajo discográfico titulado ‘Tres son multitud’, de donde se extrajo su primer sencillo; 'Sandunguera', con el que se dieron a conocer en Venezuela. A este material pertenecen también éxitos como ‘Para que Vuelvas’ y ‘La Vecina’.

| N.º | Título                        | Duración |  |
| 1.  | «Sandunguera»                 | 3:37     |  |
| 2.  | «La Vecina»                   | 3:31     |  |
| 3.  | «Para Que Vuelvas»            | 4:07     |  |
| 4.  | «Cubanita»                    | 3:48     |  |
| 5.  | «De Que Me Sirve el Olvido»   | 4:00     |  |
| 6.  | «Filosofía»                   | 4:06     |  |
| 7.  | «Vivo por Tu Amor»            | 3:21     |  |
| 8.  | «Tres Son Multitud»           | 4:07     |  |
| 9.  | «Sandunguera (Versión Salsa)» | 3:55     |  |

### Poesía Criolla (2012)
En 2012 Caibo lanza su segunda producción discográfica titulada ‘Poesía Criolla’, con el que marcan un antes y un después en su carrera, pues es la consolidación de su sonido; el cual denominan ‘pop afro-venezolano’ y con el que lograron posicionarse como referentes de la música venezolana en la actualidad.
| N.º | Título                 | Duración |  |
| 1.  | «Poesía Críolla»       | 3:51     |  |
| 2.  | «Bajate de Esa Nube»   | 3:27     |  |
| 3.  | «Ella Fue»             | 4:08     |  |
| 4.  | «En Mi Lugar»          | 4:26     |  |
| 5.  | «La Playa»             | 3:00     |  |
| 6.  | «Mi recuerdo»          | 4:13     |  |
| 7.  | «Despedida»            | 5:07     |  |
| 8.  | «No Sé»                | 4:28     |  |
| 9.  | «Justo por Pecador»    | 5:20     |  |
| 10. | «Destino»              | 3:38     |  |
| 11. | «La Promesa»           | 4:39     |  |
| 12. | «Parranda de la Culpa» | 3:08     |  |

### Poesía Criolla en vivo (CD/DVD) (2014)
En 2014 sorprenden al público con el lanzamiento de un Disco DVD en el que realizan un recorrido por sus seis años de carrera interpretando en vivo los temas más aclamados por sus fanáticos, incluidos en sus producciones anteriores. En el DVD registraron sus inicios musicales, la producción e investigación de la música venezolana y la forma en la que plasmaron sus sentimientos y energías en canciones. Esta producción es un aporte a su país y a las generaciones de relevo.
| N.º | Título                                          | Duración |  |
| 1.  | «Intro (En Vivo)»                               | 0:58     |  |
| 2.  | «Sandunguera (En Vivo)»                         | 4:03     |  |
| 3.  | «Ella Fue (En Vivo)»                            | 4:16     |  |
| 4.  | «Bajate de Esa Nube (En Vivo) feat. Little Big» | 4:08     |  |
| 5.  | «Despedida (En Vivo)»                           | 4:39     |  |
| 6.  | «La Promesa (En Vivo) feat. Huáscar Barradas»   | 4:47     |  |
| 7.  | «En Mi Lugar (En Vivo)»                         | 4:25     |  |
| 8.  | «Para Que Vuelvas (En Vivo)»                    | 4:26     |  |
| 9.  | «No Sé (En Vivo)»                               | 5:04     |  |
| 10. | «Mi Recuerdo (En Vivo)»                         | 4:21     |  |
| 11. | «Justo por Pecador (En Vivo)»                   | 5:29     |  |
| 12. | «La Vecina (En Vivo)»                           | 3:55     |  |
| 13. | «Vivo por Tu Amor (En Vivo) feat. MV Caldera»   | 3:38     |  |
| 14. | «Parranda de la Culpa (En Vivo)»                | 3:47     |  |
| 15. | «Poesía Criolla (En Vivo)»                      | 5:14     |  |

### EP (2017)
En 2017 la agrupación presentó su producción discográfica que rompió el estilo convencional para presentar un sonido más maduro y urbano.
| N.º | Título                   | Duración |  |
| 1.  | «Te llevo en mi corazón» | 3:33     |  |
| 2.  | «Te amo, te extraño»     | 3:46     |  |

## Sencillos
- Sandunguera (2008)
- La Vecina (2009)
- Despedida (2013)
- Te llevo en mi corazón (2014)
- Te amo, te extraño (2016)

### Colaboraciones
- La Promesa (En Vivo) (feat. Huáscar Barradas y "Neguito" Borjas, 2014)
- Bájate de Esa Nube (En Vivo) (feat. Little Big, 2014)
- Vivo por Tu Amor (En Vivo) (feat. MV Caldera, 2014)

## Reconocimientos y méritos
- La Universidad del Zulia otorga reconocimiento a Caibo por uso eficiente de redes sociales y proactividad digital.[9]

- En 2015 reciben su primer galardón el los Premios Pepsi Music en la categoría Artista fusión tropical del año.

- La Alcaldía de Maracaibo les entregó la Orden San Sebastián por su trayectoria en la música.
- "Te llevo en mi corazón" ganó como Canción del año en los premios Explosión Creativa 2016.